# مارك هيل (لاعب كرة قدم)
مارك هيل (بالإنجليزية: Mark Hill)‏ هو لاعب كرة قدم بريطاني في مركز الوسط، ولد في 10 يوليو 1998. لعب مع شارلوت إندبنتنس ونادي سانت ميرين.